# Bryum acutifolium
Bryum acutifolium är en bladmossart som beskrevs av Theo Albert Arts 1996. Bryum acutifolium ingår i släktet bryummossor, och familjen Bryaceae. Inga underarter finns listade i Catalogue of Life.